# Pierre-Paul Dehérain

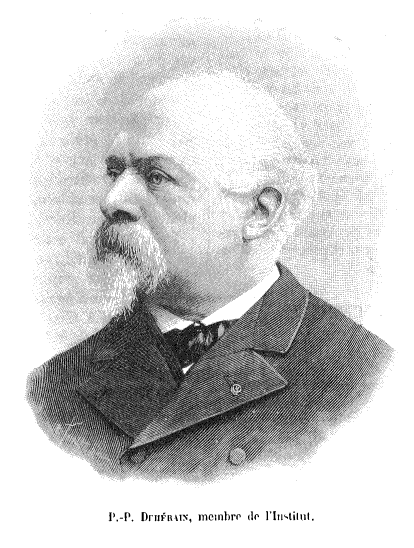
Pierre-Paul Dehérain

Pierre-Paul Dehérain (* 19. April 1830 in Paris; † 7. Dezember 1902 ebenda) war ein französischer Chemiker, Pflanzenphysiologe und Agronom.

## Leben und Wirken
Pierre-Paul Dehérain arbeitete von 1854 bis 1864 als „Préparateur“ am Conservatoire National des Arts et Métiers. 1859 promovierte er mit einer Dissertation über die Anwendung von Phosphaten in der Landwirtschaft. Anschließend wurde er Professor für Chemie an der École Centrale d'Architecture. Ab 1865 war er an der École d'Agriculture de Grignon tätig, an der er 1875 eine Argarstation gründete. Von 1861 bis 1870 gab Dehérain die Zeitschrift Annuaire scientifique heraus. Ab 1872 war er naturwissenschaftlicher Berater am Muséum national d’histoire naturelle und Leiter des neu gegründeten Laboratoriums am Museum. Am 10. Januar 1880 wurde er zum Professor für Pflanzenphysiologie berufen.
1875 wurde er in die Ehrenlegion aufgenommen und am 29. Oktober 1889 zu einem ihrer Offiziere ernannt. Am 12. Dezember 1887 wählte ihn die Académie des sciences zu ihrem Mitglied.
Pierre-Paul Dehérain ist durch seine pflanzenphysiologischen Untersuchungen bekannt geworden. Er entdeckte beispielsweise die Atmung von Pflanzenwurzeln.

## Ehrungen
Joseph Decaisne benannte ihm zu Ehren die Gattung Deherainia der Pflanzenfamilie der Theophrastaceae.

## Schriften (Auswahl)
- Chimie et physique horticoles. Dusacq, Paris 1854.
- Recherches sur l'emploi agricole des phosphates. Impr. A. Hérissey, Evreux 1859 (Dissertation).
- Éléments de chimie. 4 Bände, Paris 1867–1870 (mit Gaston Tissandier).
- Cours de chimie agricole, professé à L'École d'agriculture de Grignon. Hachette, Paris 1873.
- Travaux de la Station agronomique de lÉcole d'agriculture de Grignon. G. Masson, Paris 1889.

## Nachweise